# Gibbaeum
Gibbaeum là chi thực vật có hoa trong họ Aizoaceae.

## Hình ảnh

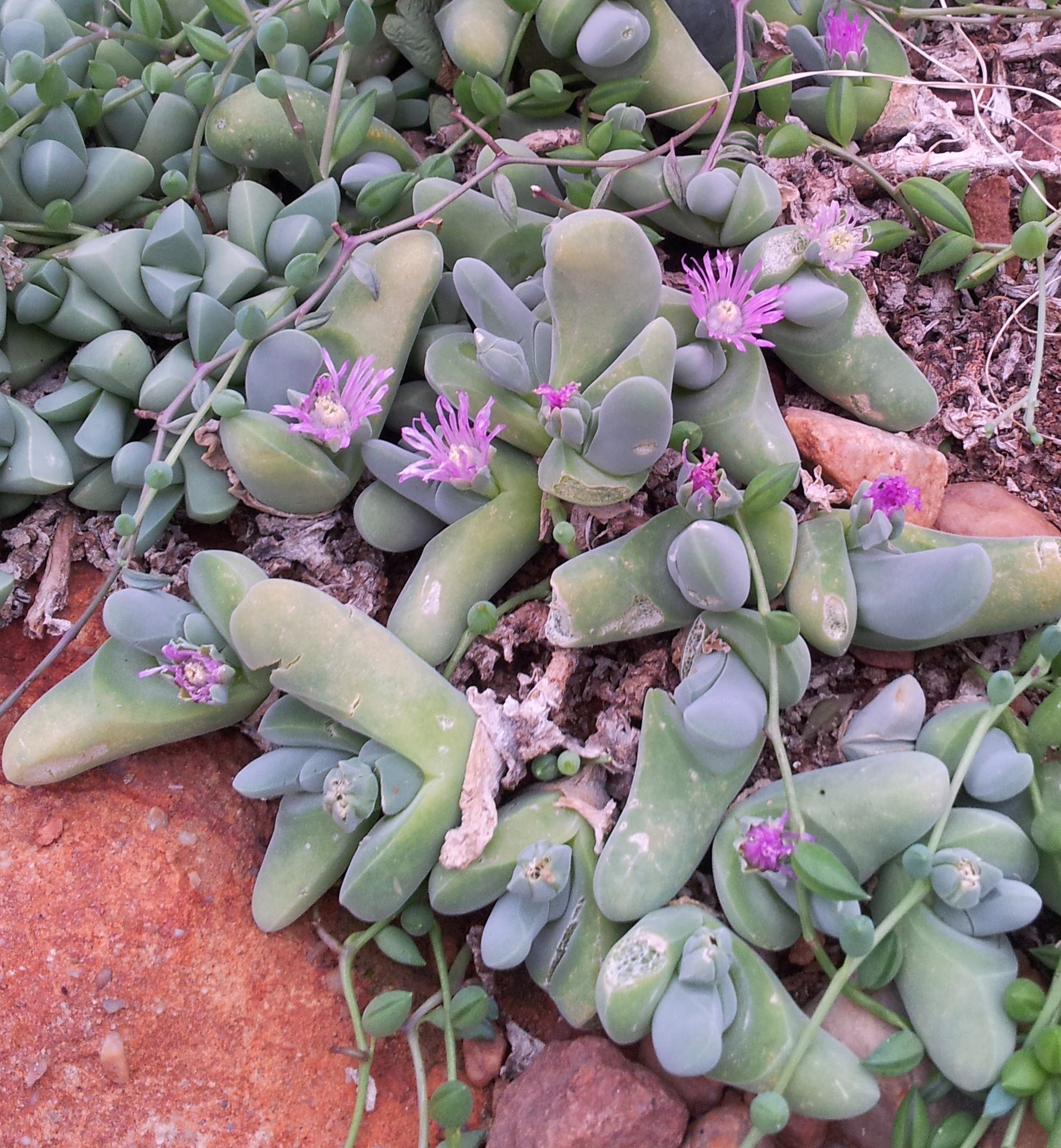
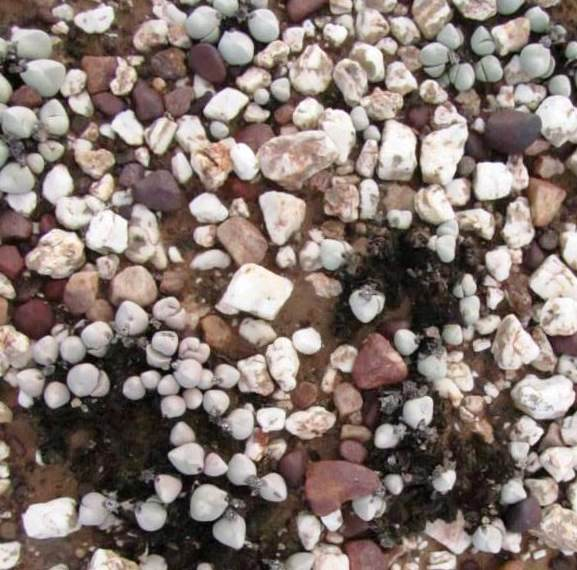